# Miguel Reznik
Miguel Reznik, auch geführt als Miguel Reznick, (* 1932; † 25. November 1991) war ein argentinischer Fußballspieler und -trainer.

## Spielerkarriere
Offensivakteur Reznik, genannt „el Miguelito“, spielte auf der Position des linken Stürmers. Er wird als kopfballstarker und kräftiger Spieler beschrieben. Reznik begann seine Karriere 1948 beim Club Atlético Huracán. Dort debütierte er 16-jährig in jenem Jahr allerdings zunächst im Mittelfeld und blieb bei dem Verein bis ins Jahr 1950. Im letzten Jahr spielte er allerdings nicht. Sein Weg führte ihn 1951 über Quilmes zu River Plate. Bei den Hauptstädtern kam er jedoch in der Ersten Mannschaft nicht zum Zuge. Er spielte 1955 (andere Quellen nennen 1954) für die Argentinos Juniors. In den Jahren 1955 bis 1959 stand er dann in Reihen des seinerzeitigen Primera B-Klubs Almagro. Von 1960 bis 1961 ist eine Station bei Independiente Santa Fe in Kolumbien für ihn verzeichnet (andere Quellen nennen hier Independiente Medellín). 1960 gewann er mit seinen Mitspielern die kolumbianische Meisterschaft. Von dort kehrte er nach Argentinien zurück, wo er in den beiden Folgejahren 14 Spiele erneut für den Club Atlético Huracán in der Primera División bestritt und dabei zwei Tore erzielte. 1963 spielte er zunächst ein zweites Mal für Independiente Santa Fe und zeigte sich dort mit 19 Toren in 24 Spielen äußerst treffsicher. Reznik gehörte sodann von 1963 bis 1965 (andere Quellen führen auch noch das Jahr 1966 an) dem Kader Peñarols in der Primera División an. Mit den von Roque Máspoli als Trainer betreuten Aurinegros gewann er dort in den Jahren 1964 und 1965 jeweils die uruguayische Meisterschaft. 1965 erreichte er mit seinem Verein das Finale der Copa Libertadores. In den Endspielen wirkte er sowohl im Rückspiel als Einwechselspieler für Pablo Forlán als auch im Entscheidungsspiel vom Anpfiff an mit. Den Triumph in diesem Wettbewerb musste man aber dem argentinischen Gegner CA Independiente überlassen. 1967 engagierte ihn Colón, ehe er schließlich von 1968 bis 1971 abermals in Kolumbien im Fußballsport aktiv war. Dort stand er bei América de Cali unter Vertrag.

## Trainertätigkeit
Nach seiner aktiven Karriere wirkte er auch als Trainer bei Estudiantes de Buenos Aires, Chacarita Juniors, Argentinos Juniors, Platense, Almagro und Comunicaciones.

## Erfolge
- Kolumbianischer Meister: 1960
- 2× Uruguayischer Meister: 1964, 1965